# Evasi0n
Evasi0n, stylisé en evasi0n et épelé avec un zéro, est un programme de jailbreak pour iOS 6.0 - 6.1.2 ainsi que pour iOS 7.0 - 7.0.6 (avec evasi0n7). Il est constitué d'un code de base portable, et fait un bref usage de code arbitraire. Plus de sept millions de copies d'evasi0n ont été téléchargées et sans doute installées durant les quatre premiers jours suivant sa sortie, le 4 février 2013. Quatre des six failles exploitées ont été corrigées par Apple le 18 mars 2013, avec la sortie d'iOS 6.1.3, signifiant la fin de la version originale d'evasi0n. Le 22 décembre 2013, evad3rs a lancé une nouvelle version d'evasi0n fonctionnant avec iOS 7.x, connue sous le nom d'evasi0n7. Une faille critique exploitée par ce jailbreak a été corrigée par Apple avec la quatrième bêta d'iOS 7.1 et deux autres l'ont été avec la bêta 5. La version finale d'iOS 7.1 a colmaté toutes les brèches utilisées par evasi0n7,,.
Le jailbreak evasi0n viole certaines fonctions de sécurité modernes, telles que l'address space layout randomization de l'espace utilisateur et une version de launchd comprenant une liste codée en dur de services exclusifs – qui assurent la stabilité de l'appareil ainsi que l'enfermement propriétaire d'iOS – de laquelle evasi0n lit des vecteurs de données pour localiser l'adresse aléatoire de l'espace utilisateur et utilise le fichier /etc/launchd.conf que launchd traite indépendamment de la liste services exclusifs.